# Liste der Monuments historiques in Ebersmunster
Die Liste der Monuments historiques in Ebersmunster führt die Monuments historiques in der französischen Gemeinde Ebersmunster auf.

## Liste der Bauwerke
| Bezeichnung            | Beschreibung | Standort              | Kennzeichnung | Schutzstatus | Datum | Bild           |
| ---------------------- | --- | --------------------- | ------------- | ------------ | ----- | -------------- |
| Abteikirche St-Maurice | Chor aus der zweiten Hälfte des 17. Jahrhunderts, Fassade und Türme 1708 bis 1712 und Schiff 1719 bis 1727 unter Baumeister Peter Thumb errichtet | Rue du Couvent (Lage) | PA00084701    | Classé       | 1898  | weitere Bilder |

## Liste der Objekte
| Bezeichnung                                                                                | Beschreibung | Standort                             | Kennzeichnung | Schutzstatus | Datum     | Bild           |
| ------------------------------------------------------------------------------------------ | --- | ------------------------------------ | ------------- | ------------ | --------- | -------------- |
| Chorgestühl                                                                                | Holz, Anfang des 18. Jahrhunderts | in der Abteikirche St-Maurice (Lage) | PM67000053    | Classé       | 1979      | weitere Bilder |
| Kanzel                                                                                     | Holz, 1693 bis 1696, von Clemens Winterhalder | in der Abteikirche St-Maurice (Lage) | PM67000054    | Classé       | 1979      | weitere Bilder |
| Zwölf Beichtstühle                                                                         | Holz, 1727 | in der Abteikirche St-Maurice (Lage) | PM67000055    | Classé       | 1979      | weitere Bilder |
| Drei Gemälde: Mariä Verkündigung, Anbetung der Hirten und Jesus unter den Schriftgelehrten | jeweils Gemälde und Rahmen; Ölfarbe auf Leinwand im vergoldeten Holzrahmen, um 1760 von Joseph Mages                                                                 | in der Abteikirche St-Maurice (Lage) | PM67000056    | Classé       | 1979      |                |
| Gemälde Madonna mit Kind                                                                   | Ölfarbe auf Leinwand im vergoldeten Holzrahmen, 18. Jahrhundert | in der Abteikirche St-Maurice (Lage) | PM67000057    | Classé       | 1979      |                |
| Ausstattung des Hauptaltars                                                                | Altarkreuz, sechs Altarleuchter und vier Reliquienschreine; Holz, farbig gefasst und vergoldet, und Glas, Ende des 18. Jahrhunderts                                  | in der Abteikirche St-Maurice (Lage) | PM67000061    | Classé       | 1979      |                |
| Hauptaltar (Mauritiusaltar)                                                                | Altartisch, Retabel und drei Gemälde; Holz, farbig gefasst und vergoldet, sowie Ölfarbe auf Leinwand; Altar von 1727/28, Gemälde aus dem 18. und 19. Jahrhundert     | in der Abteikirche St-Maurice (Lage) | PM67000060    | Classé       | 1979      | weitere Bilder |
| Orgel                                                                                      | Ensemble aus PM67000585 und PM67000586 | in der Abteikirche St-Maurice (Lage) | PM67001009    | Classé       | 1972 1971 | weitere Bilder |
| Orgelprospekt und Balustrade                                                               | 1730 bis 1732 von Andreas Silbermann gebaut | in der Abteikirche St-Maurice (Lage) | PM67000585    | Classé       | 1972      | weitere Bilder |
| Instrumentalteil der Orgel                                                                 | 1730 bis 1732 von Andreas Silbermann gebaut | in der Abteikirche St-Maurice (Lage) | PM67000586    | Classé       | 1971      | weitere Bilder |
| Skulptur Madonna mit Kind                                                                  | Holz, farbig gefast und vergoldet, 1729 | in der Abteikirche St-Maurice (Lage) | PM67000052    | Classé       | 1979      | weitere Bilder |
| Benediktsaltar                                                                             | Seitenaltar; Altartisch, Retabel und zwei Gemälde; Holz, farbig gefasst und vergoldet, sowie Ölfarbe auf Leinwand, um 1730; Schnitzarbeiten von Philipp Winterhalder | in der Abteikirche St-Maurice (Lage) | PM67000064    | Classé       | 1979      | weitere Bilder |
| Hochrelief Haupt von Johannes dem Täufer                                                   | Holz, farbig gefasst, 18. Jahrhundert | in der Abteikirche St-Maurice (Lage) | PM67000050    | Classé       | 1979      |                |
| Skulptur Madonna mit Kind                                                                  | Holz, farbig gefasst und vergoldet, vermutlich aus dem 16. Jahrhundert                                                                                               | in der Abteikirche St-Maurice (Lage) | PM67000051    | Classé       | 1979      | weitere Bilder |
| Scholastika-Altar                                                                          | Seitenaltar; Altartisch, Retabel und zwei Gemälde; Holz, farbig gefasst, sowie Ölfarbe auf Leinwand, um 1730                                                         | in der Abteikirche St-Maurice (Lage) | PM67000063    | Classé       | 1979      | weitere Bilder |
| Kreuzaltar                                                                                 | Seitenaltar; Altartisch, Retabel und zwei Gemälde; Holz, farbig gefasst und vergoldet, sowie Ölfarbe auf Leinwand, um 1730                                           | in der Abteikirche St-Maurice (Lage) | PM67000583    | Classé       | 1979      | weitere Bilder |
| Skulptur Johannes der Täufer                                                               | Holz, farbig gefasst, 18. Jahrhundert | in der Abteikirche St-Maurice (Lage) | PM67000584    | Classé       | 1979      | weitere Bilder |
| 30 Kirchenbänke                                                                            | Holz, 1733 | in der Abteikirche St-Maurice (Lage) | PM67000058    | Classé       | 1979      | weitere Bilder |
| Gemälde Abendmahl                                                                          | Ölfarbe auf Leinwand, 18. Jahrhundert, nach Nicolas Poussin | in der Abteikirche St-Maurice (Lage) | PM67000059    | Classé       | 1979      |                |
| Odilienaltar                                                                               | Seitenaltar; Altartisch, Retabel und zwei Gemälde; Holz, farbig gefasst und vergoldet, sowie Ölfarbe auf Leinwand, um 1730                                           | in der Abteikirche St-Maurice (Lage) | PM67000582    | Classé       | 1979      | weitere Bilder |
| Oswaldsaltar                                                                               | Seitenaltar; Altartisch, Retabel und zwei Gemälde; Holz, farbig gefasst und vergoldet, sowie Ölfarbe auf Leinwand, um 1730; Schnitzarbeiten von Philipp Winterhalder | in der Abteikirche St-Maurice (Lage) | PM67000062    | Classé       | 1979      | weitere Bilder |
| Ägidiusaltar                                                                               | Seitenaltar; Altartisch, Retabel und zwei Gemälde; Holz, farbig gefasst und vergoldet, sowie Ölfarbe auf Leinwand, um 1730; Schnitzarbeiten von Philipp Winterhalder | in der Abteikirche St-Maurice (Lage) | PM67000581    | Classé       | 1979      | weitere Bilder |